# Panagrellus pycnus
Panagrellus pycnus är en rundmaskart. Panagrellus pycnus ingår i släktet Panagrellus och familjen Panagrolaimidae. Inga underarter finns listade i Catalogue of Life.